# Китайські моря
Китайські моря (англ. China Seas) — американський пригодницький фільм 1935 року, в якому грають Кларк Ґейбл, у ролі відважного капітана, Джин Гарлоу — його коханки, та Воллес Бірі — вкрай підозрілого типа. У океанській епопеї також задіяні Льюїс Стоун і Розалінд Расселл, а гуморист Роберт Бенчлі незабутньо зображує героя, який хитається п'яний від початку фільму до його кінця.
Досить високобюджетна кіноепопея MGM, сценарій для якої написав Джеймс Кевін МакҐіннесс і Жюль Фартман на основі книги Ґарстіна Крубі, режисер стрічки Тей Ґарнетт. Це один з чотирьох звукових фільмів з Бірі, в якому він не отримав головну роль.

## Сюжет
Суворий капітан Алан Гаскелл готує корабель — з вантажем золота в трюмі і пасажирами на борту — до відплиття в Шанхай. Виявивши в каюті свою непокірну подругу Доллі на прізвисько Китайська лялечка, Алан неохоче дозволяє дівчині залишитися на кораблі, але незабаром обставини складаються так, що йому доводиться пошкодувати про своє рішення — на борт піднімається Сибіла Барклі, вдова-англійка, яку він колись любив.

## У ролях
- Кларк Ґейбл — Алан Ґаскелл
- Джин Гарлоу — Доллі Портланд
- Воллес Бірі — Джеймсі МакАрдл
- Льюїс Стоун — Том Девідс
- Розалінд Расселл — Сибіл Барклі
- Роберт Бенчлі — Чарлі Маккалеб
- Акім Таміров

## Виробництво
На знімальному майданчику Ґейбл кілька разів влаштовув істерику, яку голова студії MGM Луїс Майер мусив терпіти, бо зірка нещодавно виграла премію Американської кіноакадемії за найкращу чоловічу роль у фільмі Це сталося якось вночі (1934), якого позичила студія Columbia Pictures, і він не хотів ризикувати втратити його. Майер навіть погодився на те, щоб Ґейбл ризикував своїм життям, відмовившись від дублера у кадрах, де він допомагав китайцям натягати троси, щоб прив'язати коток, який рухався вгору і вниз по палубі корабля.